# John Russell (Schriftsteller)
John Russell (* 1796 in Stirling; † 30. November 1846 in Edinburgh) war ein schottischer Anwalt und Reiseschriftsteller. Sein Bruder war der Anwalt James Russell (1790–1861).

## Leben
Russell studierte fünf Jahre an der Universität Glasgow, wo er verschiedene Preise gewann. Für eine Arbeit über die Verfassung der Vereinigten Staaten, mit der er sein Interesse an einer demokratischen Staatsform zum Ausdruck brachte, erhielt er eine Goldmedaille. Anfang der 1820er Jahre unternahm er eine ausgedehnte Reise durch Deutschland und Österreich, über die er eine detaillierte Schilderung verfasste. Sie erschien in mehreren Auflagen und wurde auch ins Deutsche übersetzt. Häufig zitiert wurden insbesondere die Passagen, in denen er über Goethe und Beethoven berichtet.
1824 erhielt er in Schottland eine Zulassung als Anwalt und erwarb sich große Anerkennung. Zusammen mit seinem Bruder James gab er mehrere Jahre die Zeitschrift The Annual Register heraus.
Aufgrund seiner schwachen Gesundheit starb er bereits am 30. November 1846, „barely fifty years old“.

## Werke
- A Tour in Germany, and some of the Southern Provinces of the Austrian Empire, in 1820, 1821, 1822, 2 Bände, Edinburgh 1824 – 2. Auflage 1825; 3. Auflage 1828
  - Band 1 (Digitalisat)
  - Band 2 (Digitalisat)
- Reise durch Deutschland und einige südliche Provinzen Oestreichs in den Jahren 1820, 1821 und 1822. Aus dem Englischen, 2 Bände, Leipzig: Liebeskind, 1825
  - Band 1 (Digitalisat)
  - Band 2 (Digitalisat)